# Le Mécanicien
Le Mécanicien est un tableau réalisé par le peintre français Fernand Léger en 1918. Cette huile sur toile est le portrait en buste d'un ouvrier qui fume une cigarette torse nu devant un fond dont les formes géométriques aux couleurs primaires évoquent l'intérieur d'une usine. Passée entre les mains de Jean Masurel, l'œuvre fait partie depuis 1994 des collections du musée national d'Art moderne, à Paris. Elle se trouve depuis 2010 en dépôt au Lille Métropole Musée d'Art moderne, d'Art contemporain et d'Art brut, à Villeneuve-d'Ascq, dans le Nord.
Il existe une deuxième version de la peinture, réalisée deux ans plus tard et conservée au musée des beaux-arts du Canada, à Ottawa, au Canada.